# Телевизионный документальный фильм

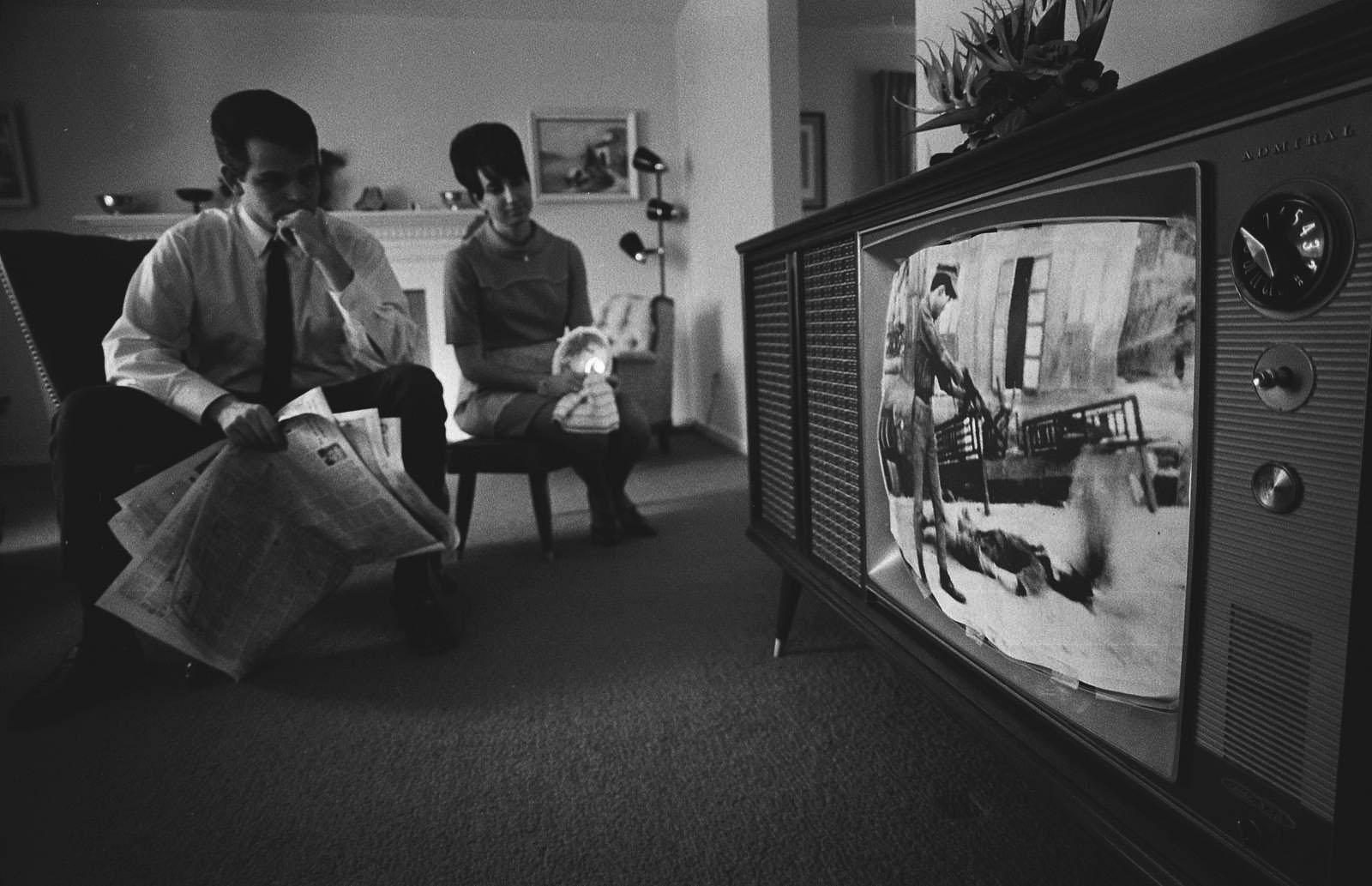
Мужчина и женщина, которые, кажется, смотрят документальный фильм, но «кадры» на самом деле представляют собой бумажное изображение, наклеенное на экран телевизора с помощью скотча.

Телевизионный документальный фильм — телевизионная медиапродукция, в которой показываются документальные фильмы. Телевизионные документальные фильмы могут существовать либо как сериалы, либо как непосредственно фильм.
- Телевизионные документальные сериалы, иногда называемые документальными сериалами, представляют собой телесериалы, демонстрируемые в рамках упорядоченной коллекции из двух или более телевизионных эпизодов.
- Телевизионные документальные фильмы существуют как отдельный документальный фильм, который транслируется по документальному или новостному каналу. Иногда документальные фильмы, изначально предназначенные для телетрансляции, могут быть показаны в кинотеатре.

Документальное телевидение приобрело известность в 1940-х годах, возникнув из более ранних кинематографических документальных фильмов. Ранние методы производства были крайне неэффективны по сравнению с современными методами записи. Ранние телевизионные документальные фильмы обычно показывали исторические, военные, следственные или связанные с событиями сюжеты. Современные теле-документальные фильмы расширились и теперь включают темы о знаменитостях, спорте, путешествиях, экономике и дикой природе.
Многие телевизионные документальные фильмы вызвали споры и дебаты по поводу этических, культурных, социальных и политических проблем. Споры также возникли относительно текущего форматирования телевизионных документальных сериалов, а также контекстуализации телевизионных документальных фильмов, транслируемых через современные потоковые сервисы.